# Гагара, Адам
Адам Гагара (словац. Adam Hagara; род. 26 апреля 2006, Трнава, Словакия) — словацкий фигурист, выступающий в одиночном катании. Четырёхкратный чемпион Словакии (2022—2025), двукратный бронзовый призёр юниорского чемпионата мира (2024, 2025), серебряный призёр юношеских Олимпийских игр (2024), бронзовый призёр юниорского финала Гран-при (2023).

## Карьера
Гагара родился 26 апреля 2006 года в Трнаве, Словакия. Его старшая сестра Александра также является фигуристкой и представляла Словакию на международных соревнованиях, после завершения карьеры является частью тренерской команды Адама.
На коньках Гагара начал учиться кататься в 2010 году. В декабре 2019 года дебютировал на юниорском соревновании на международном уровне, где на турнире Santa Claus Cup занял шестое место. В феврале 2020 года выиграл чемпионат Словакии среди юниоров. В марте 2020 года впервые выступил на юниорском чемпионате мира, где занял тридцать третье место.
В сентября 2021 года дебютировал в юниорской серии Гран-при, заняв тринадцатое место на этапе в Словакии. Через неделю состоялся его дебют на международном уровне на соревнованиях среди взрослых, он выступил на «Челленджере» Nebelhorn Trophy, где расположился на двадцать третьем месте. На чемпионате Европы 2022 занял двадцать пятое место, на чемпионате мира 2022 стал двадцать шестым. На чемпионате мира среди юниоров занял двадцать первое место в общем зачёте.
В сезоне 2022/23 выступил на двух этапах юниорского Гран-при: во Франции занял седьмое место, в Польше — шестое. Во второй половине сезона выступил на чемпионате Европы в Эспоо, где занял восемнадцатое место, на чемпионате мира в Сайтаме финишировал на двадцать третьем месте.
Сезон 2023/24 начал с выступления на этапе юниорского Гран-при в Австрии. Гагара выиграл и короткую, и произвольную программу и одержал победу и тем самым завоевал первую для Словакии золотую медаль юниорского Гран-при. На Гран-при в Венгрии занял четвёртое место. Занятые места на этапах Гран-при позволили ему отобрался в финал и тем самым он стал первым словацким фигуристом, прошедшим квалификацию в финал юниорского Гран-при. В финале юниорского Гран-при в Пекине он занял третье место и после короткой программы, и после произвольной, по сумме двух программ выиграл бронзовую медаль, став первым фигуристом из Словакии, завоевавшим медаль в финале Гран-при среди юниоров. На чемпионате Европы 2024 занял одиннадцатое место в обоих сегментах соревнований и в общем зачёте.
В феврале 2024 года выступил на юношеских Олимпийских играх. В короткой программе он занял второе место, в произвольной — третье, по сумме двух программ завоевал серебряную медаль, уступив победителю турнира Ким Хёнгёму 0,50 балла. Его серебряная медаль стала первой для Словакии медалью по фигурному катанию на юношеских Олимпийских играх. На юниорском чемпионате мира в Тайбэе в короткой программе, набрав 78,02 балла и улучшив свой личный рекорд, стал третьим, в произвольной программе также стал третьим и по итогам двух программ завоевал бронзовую медаль.

## Программы
| Сезон     | Короткая программа                                                               | Произвольная программа |
| --------- | -------------------------------------------------------------------------------- | --- |
| 2024—2025 | - «Another Love» Том Оделл хореография: Йорик Хендрикс, Либор Главачек           | - «Rhapsody on Bond, James Bond» Чарльз Щепанек - «James Bond 007 Theme» в исполнении Well F. Silva Music хореография: Либор Главачек |
| 2023—2024 | - «Another Love» Том Оделл хореография: Йорик Хендрикс, Либор Главачек           | - «Dream On» Aerosmith хореография: Матей Новак, Либор Главачек                                                                       |
| 2022—2023 | - «Freedom» Фаррелл Уильямс хореография: Матей Новак, Либор Главачек             | - «Dream On» Aerosmith хореография: Матей Новак, Либор Главачек                                                                       |
| 2021—2022 | - «Roads Untraveled» Linkin Park хореография: Владимир Двойников, Либор Главачек | - «Feeling Good» Майкл Бубле хореография: Владимир Двойников                                                                          |
| 2019—2020 | - «Legendary» Welshly Arms хореография: Владимир Двойников                       | - «Feeling Good» Майкл Бубле хореография: Владимир Двойников                                                                          |

## Спортивные результаты
| Соревнования                   | 19/20         | 21/22         | 22/23         | 23/24         | 24/25         |
| Международные                  | Международные | Международные | Международные | Международные | Международные |
| ------------------------------ | ------------- | ------------- | ------------- | ------------- | ------------- |
| Чемпионат мира                 |               | 26            | 23            | 35            | 16            |
| Чемпионат Европы               |               | 25            | 18            | 11            | 12            |
| CS Nebelhorn Trophy            |               | 23            |               |               |               |
| CS Мемориал Ондрея Непелы      |               |               | 8             | 5             | 4             |
| CS Warsaw Cup                  |               |               |               | 8             |               |
| Budapest Trophy                |               | 9             |               |               |               |
| Bellu Memorial                 |               | 4             |               |               |               |
| Santa Claus Cup                |               | 3             | 2             |               |               |
| Skate Helena                   |               | 1             |               |               |               |
| Tirnavia Ice Cup               |               | 1             | 1             | 2             |               |
| Sofia Trophy                   |               |               |               |               | 1             |
| Skate Celje                    |               | 3             | 1             |               |               |
| Международные среди юниоров    |               |               |               |               |               |
| Чемпионат мира среди юниоров   | 33            | 21            | 14            | 3             | 3             |
| Юношеские Олимпийские игры     |               |               |               | 2             |               |
| Финал юниорского Гран-при      |               |               |               | 3             |               |
| Этап Гран-при. Австрия         |               |               |               | 1             |               |
| Этап Гран-при. Словакия        |               | 13            |               |               |               |
| Этап Гран-при. Венгрия         |               |               |               | 4             |               |
| Этап Гран-при. Чехия           |               |               |               |               | 3             |
| Этап Гран-при. Франция         |               |               | 7             |               |               |
| Этап Гран-при. Словения        |               |               |               |               | 2             |
| Этап Гран-при. Польша II       |               |               | 6             |               |               |
| Dragon Trophy                  | 2             |               |               |               |               |
| Sofia Trophy                   |               |               | 1             |               |               |
| Santa Claus Cup                | 6             |               |               |               |               |
| Skate Helena                   | 3             |               |               |               |               |
| Национальные                   |               |               |               |               |               |
| Чемпионат Словакии             |               | 1             | 1             | 1             | 1             |
| CS — турнир серии «Челленджер» |               |               |               |               |               |